# Nemoneura dealbata
Nemoneura dealbata är en tvåvingeart som beskrevs av Tonnoir 1929. Nemoneura dealbata ingår i släktet Nemoneura och familjen fjärilsmyggor. Inga underarter finns listade i Catalogue of Life.